# Sérgio Assad
Sérgio Assad (Mococa, São Paulo, 26 de diciembre de 1952) es un guitarrista, compositor y arreglista Brasileño quien se presenta regularmente con su hermano, Odair Assad, con el dúo Los hermanos Assad. Su debut en los Estados Unidos se dio en Nueva York en 1969, aunque ya se habían presentado anteriormente en su natal Brasil. Ha hecho numerosas transcripciones y arreglos para dos guitarras y para guitarra sola, incluyendo música de Astor Piazzolla. Sergio estudió guitarra clásica con Monina Tavora (una alumna de Andrés Segovia) por siete años. La hermana de Sergio y de Odair Badi, también es guitarrista clásico.

## Biografía
Nace en una familia musical en Mococa, São Paulo, Brasil, Sergio Assad comenzó a crear música para la guitarra poco tiempo después de comenzar a tocar el instrumento. Aprendió melodías populares brasileñas de su padre. A la edad de 14 años, fue organizar y escribir composiciones originales para el dúo de guitarra que había formado con su hermano, Odair. A la edad de 17, él y Odair comenzaron sus estudios bajo el conocido profesor de guitarra clásica en Brasil en el momento, Monina Távora, un antiguo discípulo de Andrés Segovia. [1] Sergio más adelante fue a estudiar dirección y composición en la Escuela Nacional de Música en Río de Janeiro y trabajó privadamente con el maestro brasileño composición, Esther Scliar.

## Arreglos
En los últimos veinte años, Assad ha concentrado la mayor parte de sus esfuerzos en la construcción de un repertorio para dúo de guitarra. Él ha ampliado las posibilidades de la combinación de dos-guitarra a través de sus arreglos de música latinoamericana de compositores como Piazzolla, Villa Lobos, Ginastera como barroco moderno música de Scarlatti, Rameau, Soler, Bach, Mompou, Ravel, Debussy y Gershwin entre otros. Ha realizado más de 300 arreglos para arreglos de configuración diversa música de cámara por Gidon Kremer, Dawn Upshaw, Yo Yo Ma, Nadja Salerno-Sonnenberg, TrioConBrio, Iwao Furusawa, Paquito D'Rivera, Turtle Island String Quartet, cuarteto de los Ángeles, Luciana Souza y Vancouver Cantata cantantes.

## Composición
Como compositor Assad ha realizado más de cincuenta obras para Guitarra, muchas de las cuales se han convertido en estándares en el repertorio de la guitarra. Su "Aquarelle" para guitarra sola fue elegido como el trabajo contemporáneo para el concurso guitarra 2002 Fundación de Estados Unidos en Miami. En 2007, él escribió el pedazo de juego para el 2008 que concurso de guitarra Fundación de América llamado "Valsa de Outono". Composiciones orquestales de Assad incluyen el ballet "Espantapájaros", el concierto "Mikis" para guitarra y cuerdas, "Fantasia Carioca" para dos guitarras que él y Odair se estrenó con la orquesta de cámara de Saint Paul, en 1998, "el intercambio", un concierto para cuarteto de guitarras y orquesta que estrenó el cuarteto de guitarras de Los Ángeles con la Sinfónica de San Antonio en el año 2009, el concierto "Originis" para violín, dúo de guitarra y orquesta grabada en vivo con la Orquestra Sinfônica do Estado de São Paulo, y el concierto "Fases" para dúo de guitarra y orquesta estrenado en 2011 por la Orquesta Sinfónica de Seattle con los hermanos Assad como solistas.

## Enseñanza
Assad ha impartido clases magistrales en conservatorios, universidades y escuelas de música en los Estados Unidos, Europa, América Latina, Japón y Australia. De 1994 a 1996, él enseñó en el Conservatoire Royal de Musique de Bruselas y de 2003 a 2006 en el Chicago College of Performing Arts en la Universidad de Roosevelt. Actualmente es miembro de Facultad en el Conservatorio de música de San Francisco. [1]

## Colaboraciones
Los hermanos Assad han colaborado en concierto y grabaciones con artistas clásicos, Gidon Kremer, yo-Yo Ma, Dawn Upshaw, Nadja Salerno-Sonnenberg, la tortuga isla Quartet y Paquito D'Rivera. La colaboración con Salerno-Sonnenberg inspiró a Sergio para escribir el triple concierto "Originis" para violín, dos guitarras y orquesta de cámara. Esta obra celebra las respectivas raíces italianas y brasileñas de Nadja Salerno-Sonnenberg y del dúo Assad y ha sido realizada con la Orquesta Sinfónica de Nueva Jersey, Seattle Symphony y la orquesta de cámara Saint Paul entre otros y grabado en vivo en São Paulo, Brasil con la Orquestra Sinfônica do Estado de São Paulo. Esta grabación ha sido publicada por Allegro clásico en 2009. [1]

## Premios
- 2012 - Honorary Degree - Doctor of Music - University of Arizona
- 2010 - "Interchange", a concerto for guitar quartet and orchestra, was nominated for the Best Classical Contemporary Composition at the 11th Latin Grammy Awards.[1]
- 2010 - "Maracaípe", a piece for guitar duo, was nominated for the Best Classical Contemporary Composition at the 11th Latin Grammy Awards.[1]
- 2008 - His compositions for two guitars,  "Tahhiyya Li Ossoulina", received a Latin Grammy award as best contemporary composition.[2]
- 2002 - The album "Sérgio and Odair Assad Play Piazzolla" received a Latin Grammy award for best Tango album.
- 1973 – Winner of Competition for young soloists – the Brazilian Symphony Orchestra.
- 1979 - Winner of The Rostrum for Young Interpreters in The International Music Competition of Bratislava (former Czechoslovakia)

## Obra selecta
- Uarekena (cuatro guitarras)
- Tres Cenas Brasileiras (dos guitarras)
- Suite Brasileira (dos guitarras)
- Suite "Summer Garden" (dos guitarras)
- Aquarelle (guitarra sola) -- Myatory piece in the 2002 GFA Competition
- Sonata (guitarra sola)
- Children's Cradle (guitarra sola)
- Fantasia Carioca (dos guitarras y orquesta de cámara)
- Winter Impressions (flauta, viola, y guitarra)
- Círculo Mágico (flauta y guitarra)
- Jobiniana #1 (dos guitarras)
- Jobiniana #2 (flauta y guitarra)
- Jobiniana #3 (guitarra sola)
- Jobiniana #4 (chelo y guitarra)
- Espantalho (Ballet) (orquesta de cámara)
- Saga do Migrantes (dos guitarras)
- The Chase (dos guitarras)
- yalucia (violín  y dos guitarras)
- Fantasy on Dark Eyes (violín  y dos guitarras)
- Istanbul (violín  y dos guitarras)
- Tatras (violín  y dos guitarras)
- Gypsy Songs (violín  y dos guitarras)
- Vardar's Boat (violín  y dos guitarras)
- Un abbraccio a Joao (clarinete y guitarra)
- Menino (clarinete y guitarra)
- Grumari (clarinete y guitarra)
- Violetas Azuis (clarinete y guitarra)
- Champ (clarinete y guitarra)
- Velho Retrato (clarinete y guitarra)
- Hopscotch (clarinete y guitarra)
- Mangabeira (clarinete y guitarra)
- Angela (clarinete y guitarra)
- Concerto Fantasia (guitarra y orquesta de cuerdas)
- Giornatta a Nettuno (ensamble de guitarra)
- Campusca (dos guitarras)
- Eterna (dos guitarras)
- Sonata (guitarra sola)
- Menino (chelo y dos guitarras)
- Menino (flauta, viola, y guitarra)
- Three Greek letters (guitarra sola)
- Concerto Originis (triple concierto para violín, dos guitarras, y orquesta de cámara)

## Discografía selecta
- Sergio & Odair Assad play Rameau, Scarlatti, Couperin, Bach - obras para clavecín arregladas para dos guitarras.